# 얌카드

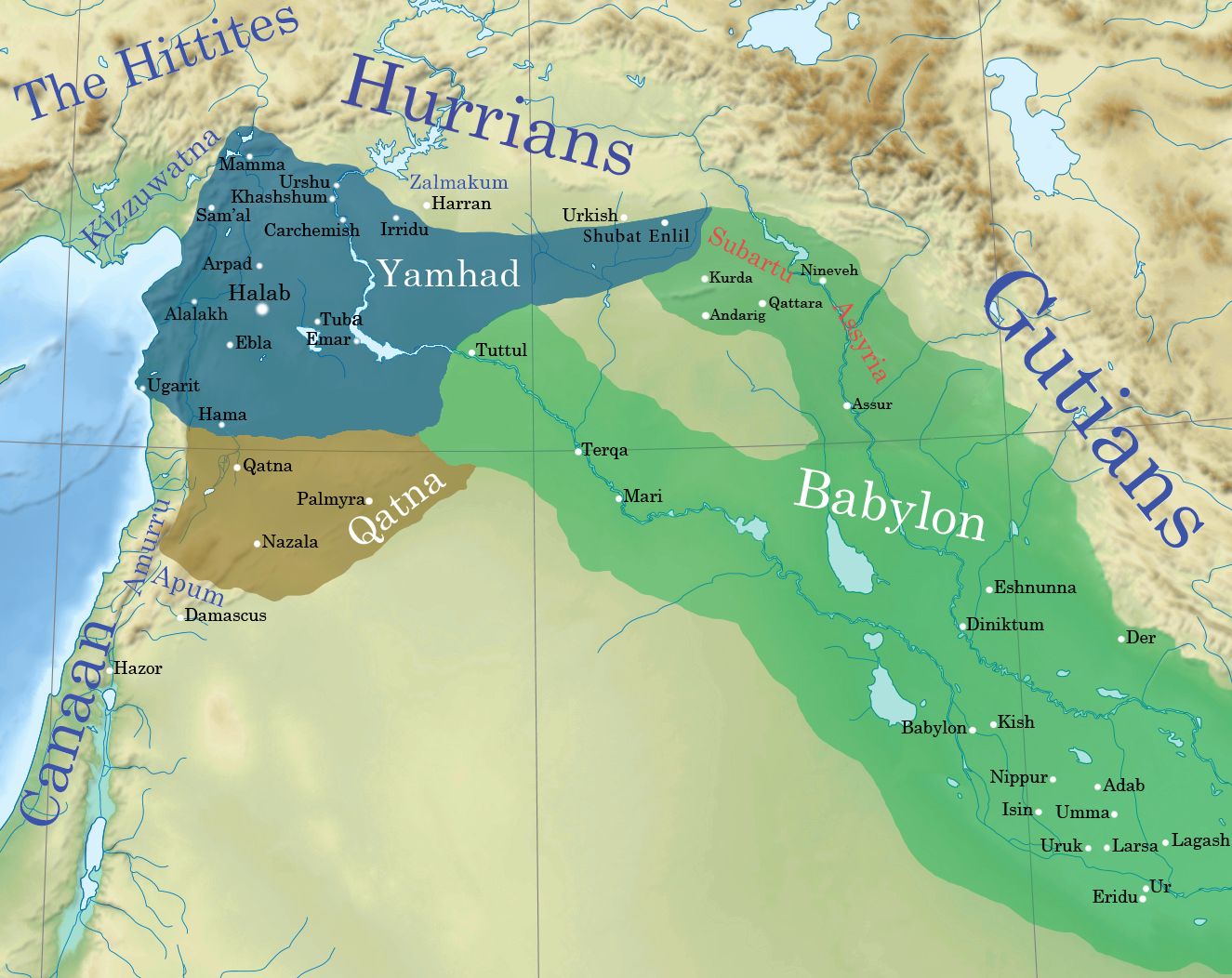
전성기 얌카드의 영토.

얌카드 또는 얌하드(Yamhad 또는 Jamhad)는 고대 아모리트 왕국으로 시리아 북부의 알레포 지방 할랍에 중심이 있었다.
실질적인 후르인이 왕국에 정착되었다. 그리고 후르족 문화가 이 지역에 영향을 주었다. 왕국은 중기 청동기 시대에 강력하였다.(기원전 1800년경 ~ 기원전 1600년경). 그들의 가장 큰 경쟁자는 남쪽의 콰트나였다. 얌하드는 기원전 16세기에 히타이트에 의해 파괴되었다.

## 같이 보기
- 히타이트
- 후르
- 미탄니